# Standard Luik in het seizoen 2008/09
Na het behalen van de titel in 2008 besloot Standard Luik om het contract van Michel Preud'homme met slechts een jaar te verlengen. De trainer vond dat een gebrek aan respect en vertrok samen met zijn technische staf naar AA Gent. In juni 2008 werd de Roemeen László Bölöni benoemd als nieuwe hoofdcoach. De Portugees Joaquim Rolão Preto, met wie Bölöni al een paar keer had samengewerkt, werd zijn assistent. Jean-François Lecomte werd dan weer de nieuwe keeperstrainer.
Bölöni kreeg na het behalen van de titel de moeilijke taak om beter of minstens even goed te doen. Tijdens de zomer van 2008 zag Standard met Marouane Fellaini een belangrijke pion vertrekken. De jonge middenvelder werd voor 18,5 miljoen euro verkocht aan het Everton van trainer David Moyes. Grégory Dufer werd door Standard dan weer voor een jaar uitgeleend aan promovendus AFC Tubize. In ruil mocht Bölöni de Kroaten Leon Benko en Tomislav Mikulić en de Fransen Wilfried Dalmat en Benjamin Nicaise verwelkomen.
Standard mocht als kampioen deelnemen aan de laatste voorrondes van de UEFA Champions League. De Belgische kampioen kreeg de Engelse topclub Liverpool als tegenstander. Het team, dat over topspelers als Steven Gerrard, Fernando Torres, Pepe Reina, Xabi Alonso en Jamie Carragher beschikte, was op voorhand de grote favoriet. Toch kon Liverpool in de heenwedstrijd niet winnen. Het duel in Luik eindigde in een scoreloos gelijkspel. Ook in de terugwedstrijd op Anfield hield Standard lang stand. Pas in de laatste minuten van de tweede verlenging wist Liverpool te scoren. Dirk Kuyt zorgde in de 118e minuut voor 1-0.
Door de nederlaag belandde Standard in de UEFA Cup, het Europese bekertoernooi dat in 2008 aan zijn laatste editie begon. In de eerste ronde mocht Standard opnemen tegen opnieuw een club uit Liverpool. Ditmaal was het Everton van gewezen Standard-speler Marouane Fellaini de tegenstander. In Liverpool werd het 2-2. Twee weken later won Standard op Sclessin met 2-1. Milan Jovanović zette in de 79e minuut een strafschop een en bezorgde zijn team zo de zege. Ook de daaropvolgende groepsfase werd overleefd. Standard werd groepswinnaar in de poule van onder meer Stuttgart, Sampdoria, Partizan Belgrado en Sevilla. In de 1/16 finale nam Standard het op tegen het Portugese Braga. De Rouches verloren de heenwedstrijd met 3-0. In de terugwedstrijd kwam Standard niet verder dan een 1-1 gelijkspel.
In de competitie probeerde Standard zijn titel te verlengen. Het werd een spannend seizoen waarin Standard, RSC Anderlecht en Club Brugge lang in elkaars buurt bleven. Standard won in de heenronde beide toppers. In eigen huis versloeg het Anderlecht met 2-1 na doelpunten van Jovanović en Axel Witsel. In Brugge ging het elftal van Bölöni met 1-4 winnen. Igor de Camargo, Steven Defour, Dieumerci Mbokani en Jovanović waren de doelpuntenmakers. Desondanks was het Anderlecht dat zich na zeventien speeldagen tot herfstkampioen kroonde, met vier punten voorsprong op Standard en zeven op Club Brugge. Na de winterstop haakte Club Brugge af en verkleinde Standard de kloof op Anderlecht, dat weliswaar met 4-2 won van de Rouches. Beide clubs begonnen aan de laatste speeldag met 74 punten. Bij een gelijke stand zouden er net als in het seizoen 1985/86 twee testwedstrijden georganiseerd worden om te bepalen wie kampioen werd. Anderlecht ging met 0-2 winnen op het veld van KRC Genk, waardoor ook Standard zijn duel moest winnen. De Rouches kwamen tegen het AA Gent van gewezen Standard-trainer Michel Preud'homme 0-1 voor, maar in de slotminuut kreeg Gent een strafschop waardoor Standard op het punt stond de titel te verliezen. Doelman Sinan Bolat stopte de strafschop van Bryan Ruiz en sleepte zo in extremis twee testwedstrijden uit de brand. In de eerste testwedstrijd, die in Brussel georganiseerd werd, speelden Standard en Anderlecht gelijk (1-1). Drie dagen later volgde de bikkelharde terugwedstrijd in Luik. Standard won met 1-0 dankzij strafschopdoelpunt van Witsel en werd zo voor het tweede jaar op rij kampioen.
In de beker presteerde Standard ondermaats. De Rouches werden reeds in de eerste ronde uitgeschakeld door KV Kortrijk. Het werd 1-1, waarna Kortrijk in de strafschoppenreeks aan het langste eind trok.
Voor aanvang van het seizoen streed Standard voor het eerst sinds 1993 nog eens mee om de supercup. Standard nam het op tegen Anderlecht, de bekerwinnaar van het seizoen 2007/08. Standard won op Sclessin met 3-1 dankzij een goal van Nicaise en twee treffers van de Amerikaanse verdediger Oguchi Onyewu.
In januari 2009 volgde Axel Witsel zijn ploeggenoot Steven Defour op als Gouden Schoen. Enkele maanden later werd László Bölöni verkozen als Trainer van het Jaar.

## Rivaliteit met Anderlecht
Standard en Anderlecht troffen elkaar vijf keer in het seizoen 2008/09. Van al die duels kon Anderlecht er slechts één winnen. Doordat Standard in 2009 voor de tweede keer op rij kampioen werd en ook voor de derde keer in vier jaar tijd met de Gouden Schoen aan de haal ging, sprak de pers van een machtsverschuiving binnen het Belgisch voetbal. Dit resulteerde in de daaropvolgende jaren in een ongezonde rivaliteit en enkele bikkelharde duels tussen beide topclubs. In oktober 2009 volgde er een verzoeningsactie tussen Luciano D'Onofrio en Anderlecht-voorzitter Roger Vanden Stock. Bovendien maakten heel wat spelers van de kampioenenploeg van 2009 later de overstap naar Anderlecht. Milan Jovanović, Dieumerci Mbokani, Gohi Bi Zoro Cyriac en Steven Defour zouden, al dan niet met een tussenstap, bij Anderlecht belanden.

## Selectie
| Nr.           | Naam                      | Nationaliteit     | Geboortedatum | Vorige club                  |
| ------------- | ------------------------- | ----------------- | ------------- | ---------------------------- |
| Keepers       |                           |                   |               |                              |
| 1             | Andrés Espinoza           | Ecuador           | 28-06-1982    | 2005-2006 El Nacional        |
| 16            | Anthony Moris             | België            | 29-04-1990    | /                            |
| 18            | Jérémy De Vriendt         | België            | 22-03-1986    | /                            |
| 38            | Sinan Bolat               | Turkije / België  | 03-09-1988    | 2006-2008 KRC Genk           |
| Verdedigers   |                           |                   |               |                              |
| 2             | Réginal Goreux            | Haïti / België    | 31-12-1987    | /                            |
| 3             | Alexandre Jansen Da Silva | België            | 16-01-1987    | 2007-2008 Club Brugge        |
| 4             | Dante                     | Brazilië          | 18-10-1983    | 2005-2006 Sporting Charleroi |
| 5             | Oguchi Onyewu             | Verenigde Staten  | 13-05-1982    | 2007 Newcastle United        |
| 13            | Digão                     | Brazilië          | 14-10-1985    | 2007-2008 AC Milan           |
| 14            | Landry Mulemo             | Congo-Kinshasa    | 17-09-1986    | 2004-2007 Sint-Truidense VV  |
| 15            | Tomislav Mikulić          | Kroatië           | 04-01-1982    | 2008 Dinamo Zagreb           |
| 17            | Marcos Camozzato          | Brazilië          | 17-06-1983    | 2005-2006 Internacional      |
| 19            | Mohamed Sarr              | Senegal           | 23-12-1983    | 2004-2005 FC Vittoria        |
| 21            | Eliaquim Mangala          | Frankrijk         | 13-12-1991    | /                            |
| 29            | Marco Ingrao              | Italië / België   | 26-07-1982    | 2006-2007 Lierse SK          |
| Middenvelders |                           |                   |               |                              |
| 6             | Wilfried Dalmat           | Frankrijk         | 17-07-1982    | 2006-2008 RAEC Mons          |
| 8             | Steven Defour             | België            | 15-04-1988    | 2004-2006 KRC Genk           |
| 11            | Salim Toama               | Israël            | 09-08-1979    | 2006-2007 Hapoel Tel Aviv    |
| 26            | Benjamin Nicaise          | Frankrijk         | 28-09-1980    | 2007-2008 RAEC Mons          |
| 28            | Axel Witsel               | België            | 12-01-1989    | /                            |
| 30            | Hiraç Yagan               | Turkije / België  | 03-01-1989    | /                            |
| 33            | Mehdi Carcela             | Marokko / België  | 01-07-1989    | /                            |
| Aanvallers    |                           |                   |               |                              |
| 7             | Gohi Bi Zoro Cyriac       | Ivoorkust         | 05-08-1990    | 2007-2008 ASEC Mimosas       |
| 9             | Dieumerci Mbokani         | Congo-Kinshasa    | 22-11-1985    | 2006-2007 RSC Anderlecht     |
| 10            | Igor de Camargo           | Brazilië / België | 12-05-1983    | 2005 Brussels FC             |
| 20            | Leon Benko                | Kroatië           | 11-11-1983    | 2006-2008 FC Nürnberg        |
| 23            | Milan Jovanović           | Servië            | 18-04-1981    | 2004-2006 Lokomotiv Moskou   |
| 25            | Christian Benteke         | België            | 03-12-1990    | 2007-2008 KRC Genk           |

### Technische staf
|                 |                       |               |
| Functie         | Naam                  | Nationaliteit |
| Coach           | László Bölöni (foto)  | Roemenië      |
| Assistent-coach | Joaquim Rolão Preto   | Portugal      |
| Keeperstrainer  | Jean-François Lecomte | België        |
| Physical coach  | Guy Namurois          | België        |

## Uitrustingen
Shirtsponsor(s): BASE

Sportmerk: Diadora
| Thuis | Uit | Alternatief |

## Transfers

### Zomer

#### Inkomend
- Alexandre Jansen Da Silva (Club Brugge)
- Tomislav Mikulić (Dinamo Zagreb)
- Leon Benko (FC Nürnberg)
- Wilfried Dalmat (RAEC Mons)
- Benjamin Nicaise (RAEC Mons)
- Digão (AC Milan) (huur)

#### Uitgaand
- Marouane Fellaini (Everton FC)
- Vittorio Villano (AFC Tubize)
- Yanis Papassarantis (KSV Roeselare)
- Siramana Dembélé (Maccabi Petach Tikwa)
- Fred (FC Dender)
- Thomas Phibel (FC Brussels)
- Grégory Dufer (AFC Tubize) (huur)

### Winter

#### Inkomend
- Christian Benteke (KRC Genk)
- Gohi Bi Zoro Cyriac (Charlton Athletic)
- Sinan Bolat (KRC Genk)

### Uitgaand
- Jérémy De Vriendt (KV Mechelen)
- Dante (Borussia Mönchengladbach)

## Eerste Klasse

### Klassement
|         |    |                              | P  | W  | G  | V  | +  | -  | DS  | Ptn |
| ------- | -- | ---------------------------- | -- | -- | -- | -- | -- | -- | --- | --- |
| K       | 1  | Standard Luik                | 34 | 24 | 5  | 5  | 66 | 26 | 40  | 77  |
| (CL)    | 1  | RSC Anderlecht               | 34 | 24 | 5  | 5  | 75 | 30 | 45  | 77  |
| (UEFA)  | 3  | Club Brugge                  | 34 | 18 | 5  | 11 | 59 | 50 | 9   | 59  |
| (UEFA)  | 4  | AA Gent                      | 34 | 17 | 8  | 9  | 67 | 42 | 25  | 59  |
|         | 5  | SV Zulte Waregem             | 34 | 16 | 7  | 11 | 55 | 36 | 19  | 55  |
|         | 6  | KVC Westerlo                 | 34 | 15 | 7  | 12 | 42 | 38 | 4   | 52  |
|         | 7  | KSC Lokeren Oost-Vlaanderen  | 34 | 13 | 12 | 9  | 40 | 32 | 8   | 51  |
| (beker) | 8  | KRC Genk                     | 34 | 15 | 5  | 14 | 48 | 51 | −3  | 50  |
|         | 9  | Cercle Brugge                | 34 | 14 | 5  | 15 | 48 | 53 | −5  | 47  |
|         | 10 | KV Mechelen                  | 34 | 12 | 10 | 12 | 46 | 52 | −6  | 46  |
|         | 11 | Excelsior Moeskroen          | 34 | 12 | 8  | 14 | 42 | 49 | −7  | 44  |
|         | 12 | Sporting du Pays Charleroi   | 34 | 12 | 7  | 15 | 43 | 48 | −5  | 43  |
|         | 13 | Germinal Beerschot Antwerpen | 34 | 11 | 9  | 14 | 44 | 42 | 2   | 42  |
|         | 14 | KV Kortrijk                  | 34 | 9  | 11 | 14 | 37 | 55 | −18 | 38  |
| E       | 15 | FCV Dender EH                | 34 | 9  | 8  | 17 | 44 | 58 | −14 | 35  |
| E       | 16 | KSV Roeselare                | 34 | 8  | 6  | 20 | 33 | 59 | −26 | 30  |
| D       | 17 | AFC Tubize                   | 34 | 7  | 6  | 21 | 35 | 77 | −42 | 27  |
| D       | 18 | RAEC Mons                    | 34 | 3  | 10 | 21 | 31 | 57 | −26 | 19  |

P: wedstrijden gespeeld, W: wedstrijden gewonnen, G: gelijke spelen, V: wedstrijden verloren, +: gescoorde doelpunten, -: doelpunten tegen, DS: doelsaldo, Ptn: totaal punten
K: kampioen, D: degradeert, (beker): bekerwinnaar, (CL): geplaatst voor Champions League, (UEFA): geplaatst voor UEFA-beker

### Testwedstrijden
|                                        |                |         |               |                                                                                             |
| 21 mei 2009 20:30 Testwedstrijd (heen) | RSC Anderlecht | 1 – 1   | Standard Luik | Constant Vanden Stockstadion, Anderlecht Toeschouwers: 24.027 Scheidsrechter: Johan Verbist |
| 21 mei 2009 20:30 Testwedstrijd (heen) | Legear 50'     | Verslag | 60' Mbokani   | Constant Vanden Stockstadion, Anderlecht Toeschouwers: 24.027 Scheidsrechter: Johan Verbist |

| Anderlecht | Standard |

| RSC Anderlecht: |    |                     |     |
|                 |    |                     |     |
| GK              | 22 | Davy Schollen       |     |
| RB              | 27 | Marcin Wasilewski   |     |
| CB              | 23 | Roland Juhász       |     |
| CB              | 3  | Olivier Deschacht   |     |
| LB              | 6  | Jelle Van Damme     |     |
| DM              | 5  | Lucas Biglia        |     |
| DM              | 30 | Guillaume Gillet    | 37' |
| AM              | 8  | Jan Polák           |     |
| RW              | 12 | Thomas Chatelle     | 63' |
| CF              | 21 | Tom De Sutter       |     |
| LW              | 11 | Mbark Boussoufa     |     |
| Wisselspelers:  |    |                     |     |
| FW              | 9  | Matías Suárez       |     |
| MF              | 13 | Jonathan Legear     | 37' |
| MF              | 17 | Hernán Losada       |     |
| FW              | 20 | Oleksandr Jakovenko | 63' |
| DF              | 26 | Víctor Bernárdez    |     |
| GK              | 28 | Michaël Cordier     |     |
| MF              | 99 | Bakary Sare         |     |
| Coach:          |    |                     |     |
| Ariël Jacobs    |    |                     |     |

| Standard Luik: |    |                   |         |
|                |    |                   |         |
| GK             | 38 | Sinan Bolat       | 90+2'   |
| RB             | 17 | Marcos Camozzato  | 68'     |
| CB             | 15 | Tomislav Mikulić  | 28' 86' |
| CB             | 5  | Oguchi Onyewu     |         |
| LB             | 14 | Landry Mulemo     | 78'     |
| RM             | 6  | Wilfried Dalmat   | 89'     |
| DM             | 8  | Steven Defour     |         |
| AM             | 28 | Axel Witsel       |         |
| LM             | 33 | Mehdi Carcela     | 90+4'   |
| CF             | 10 | Igor De Camargo   | 82'     |
| CF             | 9  | Dieumerci Mbokani | 90+2'   |
| Wisselspelers: |    |                   |         |
| GK             | 1  | Andrés Espinoza   |         |
| DF             | 2  | Réginal Goreux    |         |
| DF             | 19 | Mohamed Sarr      | 89'     |
| FW             | 20 | Leon Benko        | 90+2'   |
| FW             | 25 | Christian Benteke |         |
| MF             | 26 | Benjamin Nicaise  | 90+4'   |
| MF             | 30 | Hiraç Yagan       |         |
| Coach:         |    |                   |         |
| László Bölöni  |    |                   |         |

|                                         |                   |         |                |                                                                                 |
| 24 mei 2009 20:30 Testwedstrijd (terug) | Standard Luik     | 1 – 0   | RSC Anderlecht | Stade Maurice Dufrasne, Luik Toeschouwers: 30.000 Scheidsrechter: Paul Allaerts |
| 24 mei 2009 20:30 Testwedstrijd (terug) | Witsel 40' (pen.) | Verslag |                | Stade Maurice Dufrasne, Luik Toeschouwers: 30.000 Scheidsrechter: Paul Allaerts |

| Standard | Anderlecht |

| Standard Luik: |    |                   |       |
|                |    |                   |       |
| GK             | 38 | Sinan Bolat       | 90+2' |
| RB             | 17 | Marcos Camozzato  | 68'   |
| CB             | 19 | Mohamed Sarr      |       |
| CB             | 5  | Oguchi Onyewu     |       |
| LB             | 14 | Landry Mulemo     | 58'   |
| RM             | 6  | Wilfried Dalmat   | 87'   |
| DM             | 8  | Steven Defour     | 31'   |
| AM             | 28 | Axel Witsel       | 82'   |
| LM             | 23 | Milan Jovanović   |       |
| CF             | 10 | Igor De Camargo   |       |
| CF             | 9  | Dieumerci Mbokani |       |
| Wisselspelers: |    |                   |       |
| GK             | 1  | Andrés Espinoza   |       |
| DF             | 2  | Réginal Goreux    | 87'   |
| FW             | 20 | Leon Benko        |       |
| DF             | 21 | Eliaquim Mangala  |       |
| FW             | 25 | Christian Benteke |       |
| MF             | 26 | Benjamin Nicaise  |       |
| MF             | 33 | Mehdi Carcela     |       |
| Coach:         |    |                   |       |
| László Bölöni  |    |                   |       |

| RSC Anderlecht: |    |                   |           |
|                 |    |                   |           |
| GK              | 22 | Davy Schollen     |           |
| RB              | 27 | Marcin Wasilewski | 90+5'     |
| CB              | 23 | Roland Juhász     | 69'       |
| CB              | 26 | Víctor Bernárdez  | 69'       |
| LB              | 3  | Olivier Deschacht | 7' 73'    |
| DM              | 5  | Lucas Biglia      | 45'       |
| DM              | 6  | Jelle Van Damme   | 85'       |
| AM              | 8  | Jan Polák         |           |
| RW              | 13 | Jonathan Legear   |           |
| CF              | 21 | Tom De Sutter     |           |
| LW              | 11 | Mbark Boussoufa   |           |
| Wisselspelers:  |    |                   |           |
| FW              | 9  | Matías Suárez     |           |
| MF              | 12 | Thomas Chatelle   | 73'       |
| FW              | 38 | Romelu Lukaku     | 69' 90+1' |
| MF              | 17 | Hernán Losada     |           |
| GK              | 28 | Michaël Cordier   |           |
| MF              | 99 | Bakary Sare       |           |
| Coach:          |    |                   |           |
| Ariël Jacobs    |    |                   |           |

## Individuele prijzen
- Gouden Schoen:  Axel Witsel
- Trainer van het Jaar:  László Bölöni

## Afbeeldingen

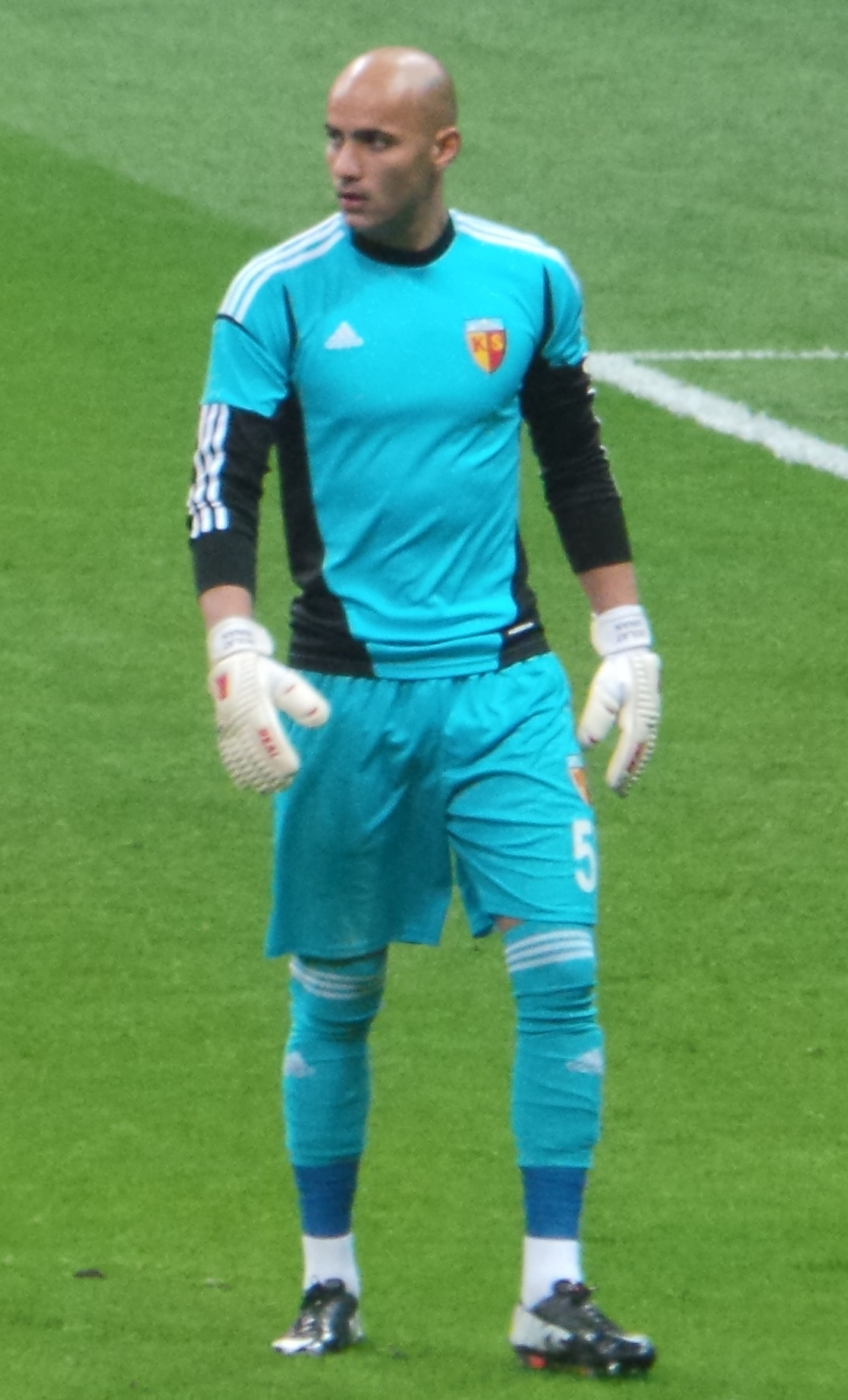
Sinan Bolat (doelman)
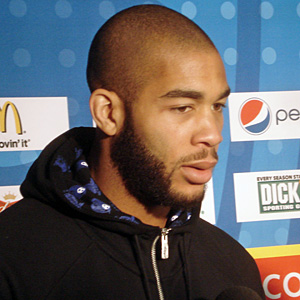
Oguchi Onyewu (verdediger)
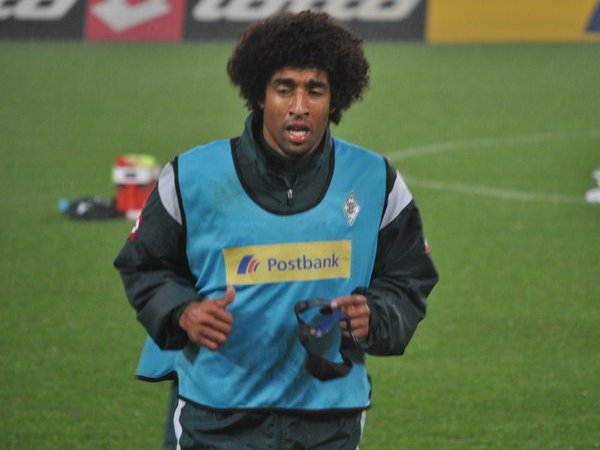
Dante (verdediger)
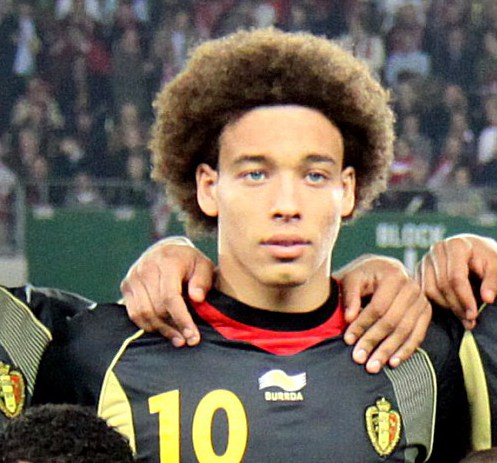
Axel Witsel (middenvelder)
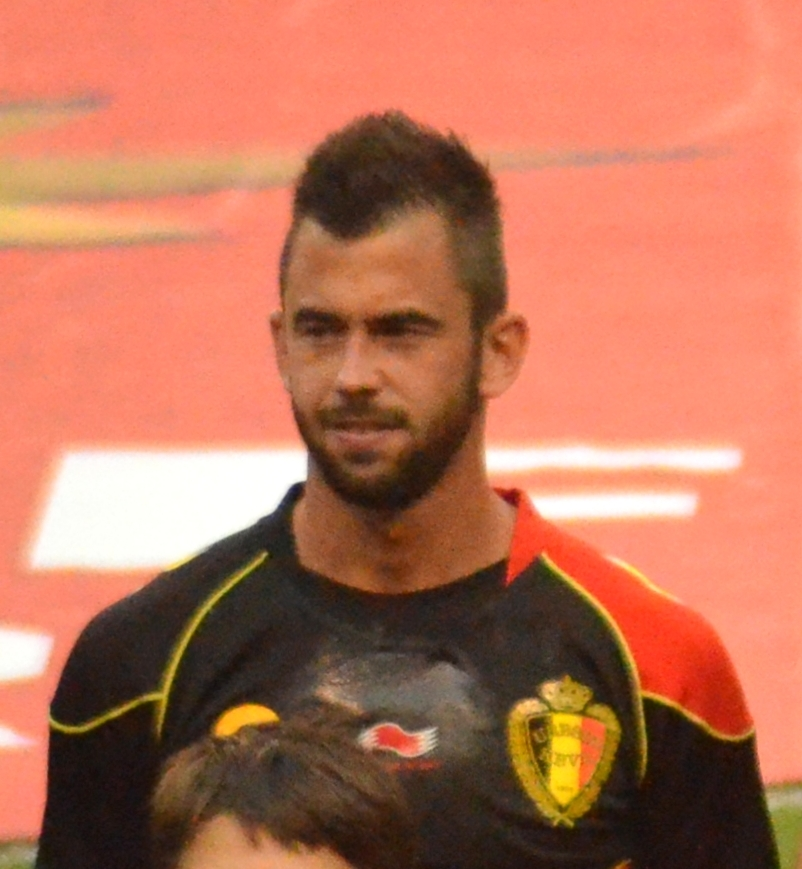
Steven Defour (middenvelder)
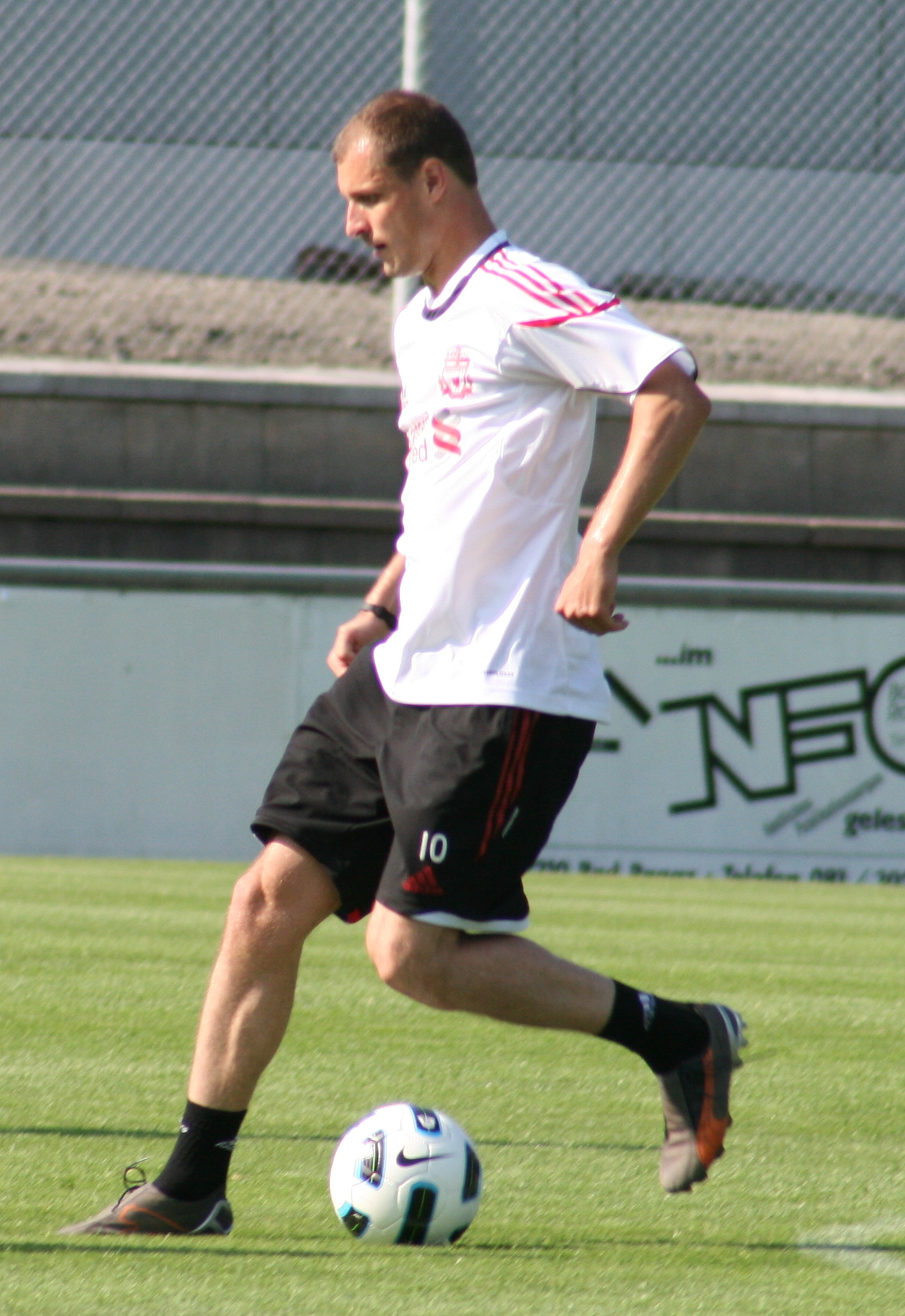
Milan Jovanović (aanvaller)
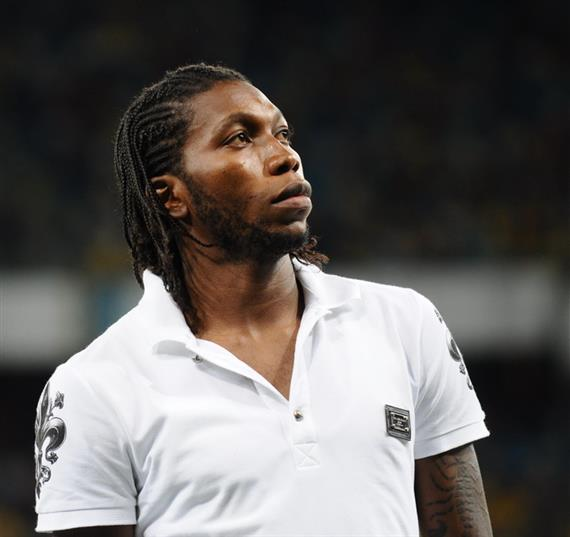
Dieumerci Mbokani (aanvaller)
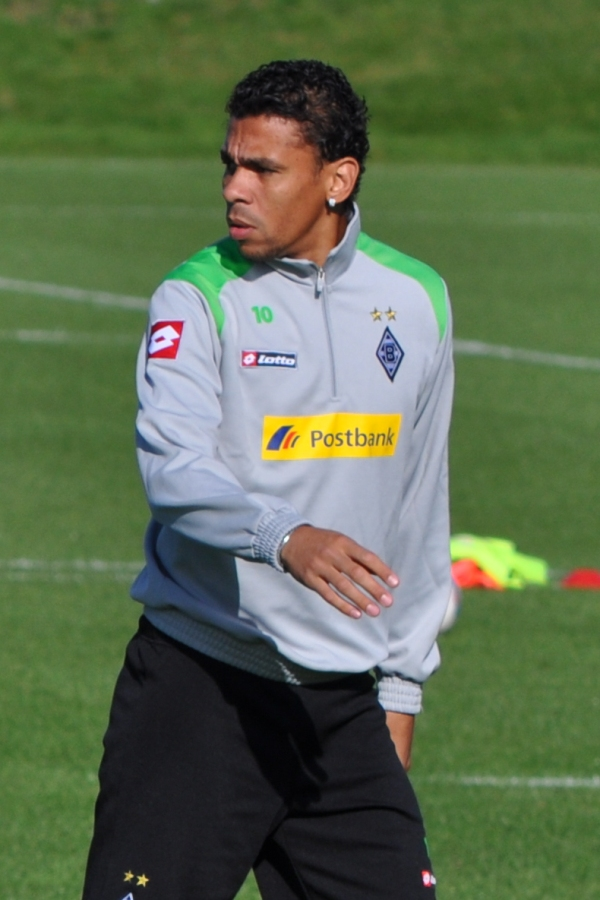
Igor de Camargo (aanvaller)